# Florent de Strasbourg
Pour les articles homonymes, voir Saint-Florent.
 (avril 2014).
Saint Florent de Strasbourg est le 14e évêque de Strasbourg, de 678 à 693. Il serait mort un 3 avril, mais sa fête est à la date de sa translation, en 810 à Haslach, soit le 7 novembre. Il ne doit pas être confondu avec saint Florent, évêque d'Orange au VIe siècle, et mort vers 526. 

## Biographie
Cet évêque de Strasbourg est décrit dans ses hagiographies de sources bénédictines en moine irlandais, venu en Alsace pour vivre comme ermite et évangélisateur à une époque inconnue. Il s'installa à proximité du rocher Pfaffenlapp entre le col des Pandours et le futur château du Grand-Ringelstein. Il ne tarda pas à attirer des disciples, et ainsi, il put fonder pour eux plusieurs monastères dont celui d'Anslach (Haslach ou Niederhaslach) dans une petite vallée adjacente à celle de la Bruche.
À sa mort, il fut inhumé dans le monastère et l'église-crypte qu'il avait fondé, c'est-à-dire à l'emplacement de l'actuelle église protestante Saint-Thomas de Strasbourg. Le 7 novembre 810, ses reliques sont transférées au monastère d'Haslach. Ce dernier monastère, plus tard dénommé Saint Florent, a ensuite été transformé en collégiale au XIe siècle.

## Tradition
Une tradition monachique propose de faire de lui le septième évêque de Strasbourg, à la suite d'Arbogast, le premier évêque d'origine franque régnant à la fin du VIe siècle, et précédant Ansoald ou Alsoaldus mort en 614. Maintenue par les croyances populaires, elle est un souhait des chanoines de Saint-Florent d'affirmer l'ancienneté de la création de leur monastère du temps des rois mérovingiens. Dagobert II est aussi souvent évoqué parmi les soutiens de Florent, malgré les décalages chronologiques.
Saint Florent est un protecteur du bétail, très populaire au Moyen Âge dans les Vosges avec l'autre saint évêque de Strasbourg, Valentin. Il est aussi devenu un saint thaumaturge vosgien, soignant notamment les coliques et autres maladies digestives par son intervention purgative.

## Histoire
Florent est un moine serviteur de la dynastie légendaire des Étichonides. Les héritiers du duc Adalric, personnages bien réels, exercent alors un pouvoir régalien sur le petit duché d'Alsace. Il n'est pas exclu qu'ils légitiment leur pouvoir des actes du roi Dagobert et de ses descendants.

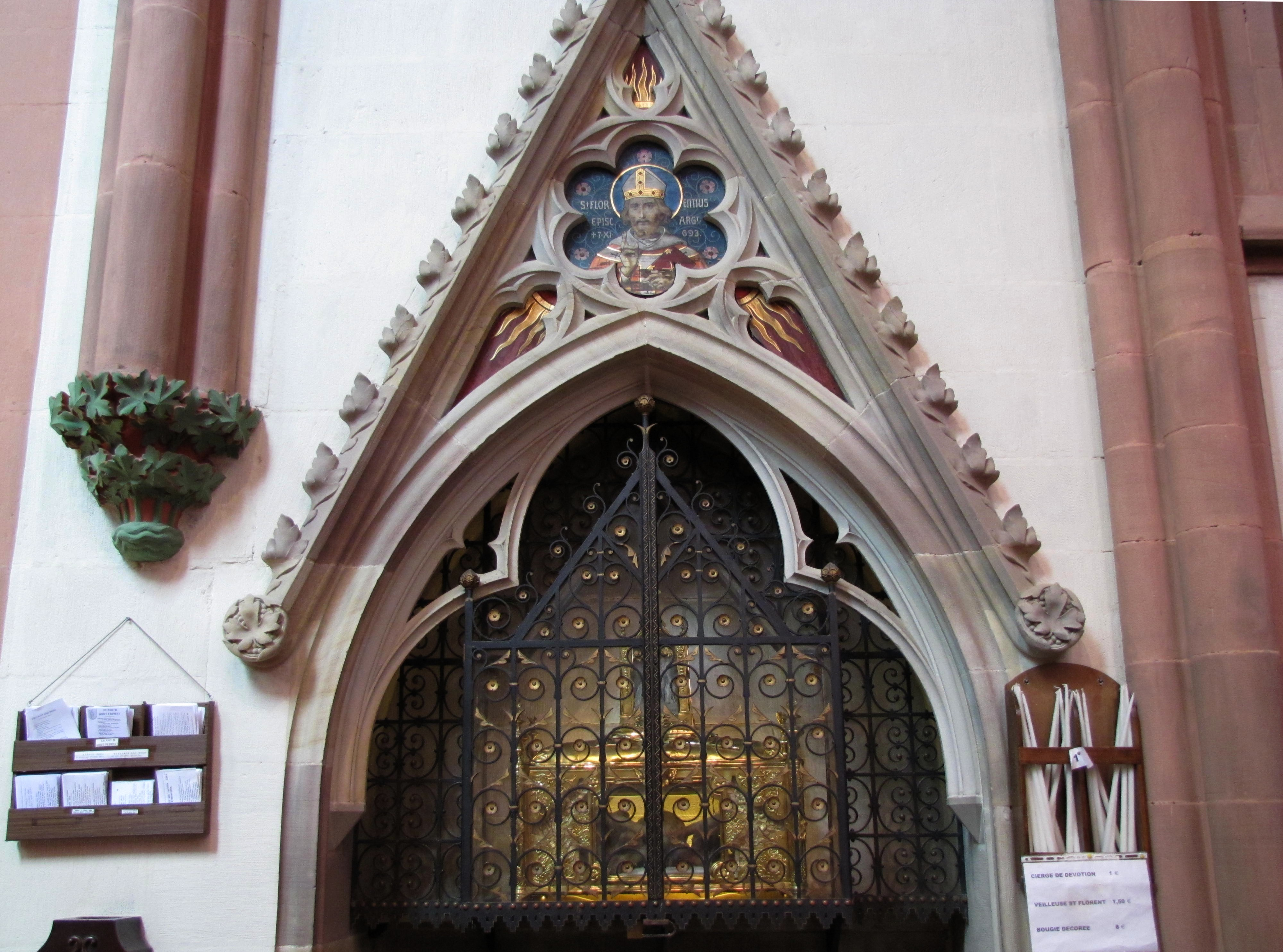
La châsse de saint Florent à Niederhaslach

Plutôt que les compagnons religieux de saint Florent qui fondent selon ses vœux des monastères, il s'agit d'une volonté administrative et religieuse de ce pouvoir ducal, qui appuie politiquement l'hégémonie de l'évêché de Strasbourg sur l'ensemble de l'Alsace[source insuffisante]. La puissance épiscopale de Strasbourg évince ainsi longtemps en Alsace centrale le diocèse de Bâle.
Le monastère d'Haslach est une création mérovingienne ancienne. La première installation serait d'ailleurs plutôt à Oberhaslach, au voisinage de la chapelle Saint-Florent. Il est possible que la création mérovingienne ait été confiée à un autre moine obscur nommé Florentinus. La création d'un ban abbatial carolingien à Haslach (Niederhaslach) a justifié le transfert des reliques protectrices de saint Florent en 810 depuis Strasbourg, ne serait-ce que pour reprendre un contrôle sur le pèlerinage important et une autorité sur la médecine vétérinaire locale. Sur ce point, il est possible que la confusion des saints personnages n'aient nullement été préméditée de la part des conseillers bénédictins. Au contraire la fusion entre les personnages protecteurs et guérisseurs des troupeaux serait orchestrée habilement du temps des Étichonides[source insuffisante].